# Caesars (band)

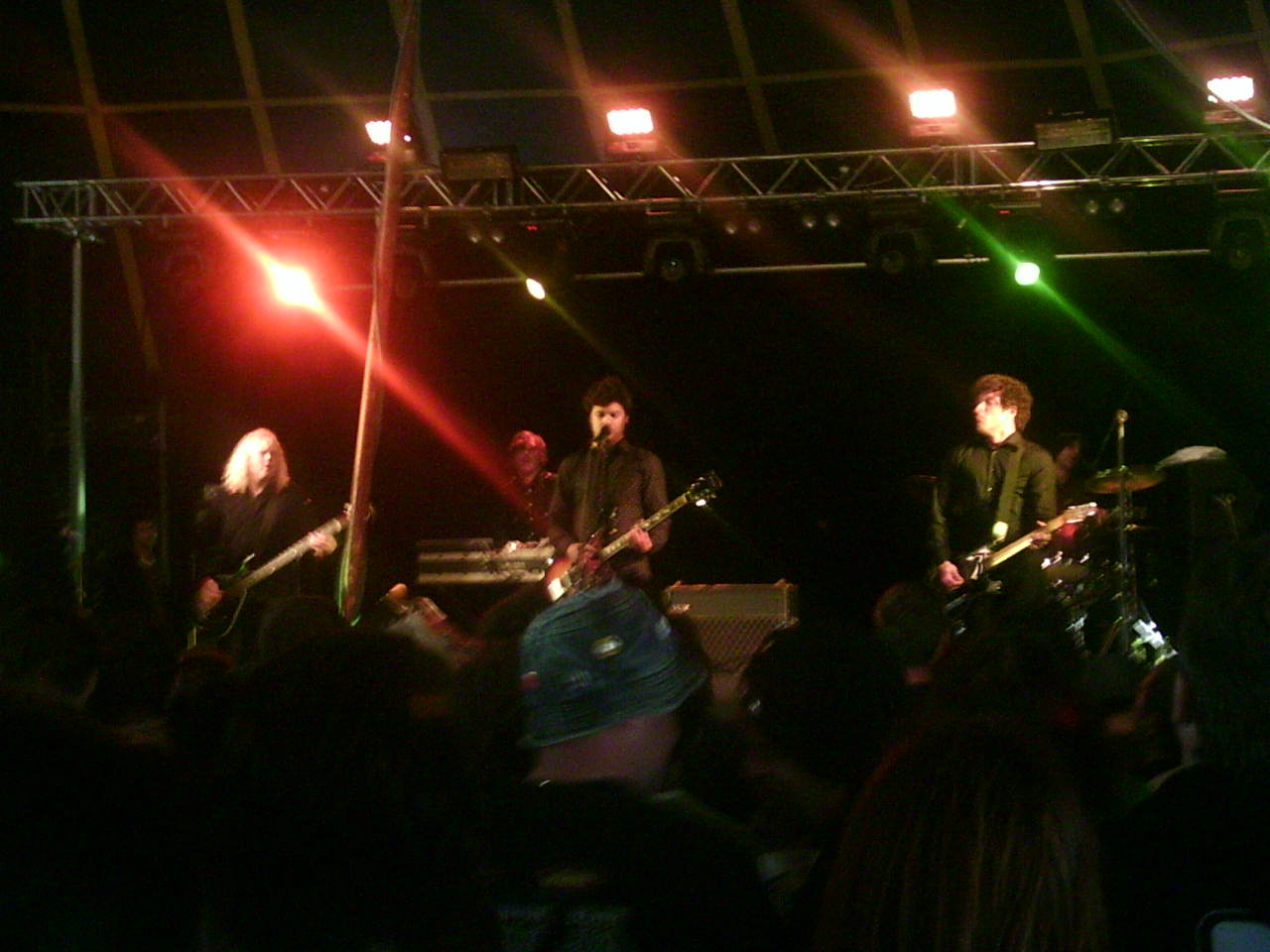
Caesars tijdens een optreden op het Leeds Festival in 2005

Caesars is een Zweedse alternatieve rockband. In hun geboorteland Zweden was hun oorspronkelijke naam Caesars Palace en in de rest van Scandinavië zijn ze bekend onder de naam Twelve Caesars, daarbuiten treden ze echter op als Caesars. Ze zijn waarschijnlijk het best bekend door het lied "Jerk It Out", dat voorkomt in een iPod-advertentie, net als in de Electronic Arts video games SSX 3 en  FIFA Football 2004 (ook bekend onder de naam FIFA Soccer 2004). Ook komen ze voor in het PlayStation 2 game LMA Manager 2005, het arcadegame Dance Dance Revolution SuperNOVA en de laatste reclame van de Renault Megane Estate. Het lied komt voor op hun albums 39 Minutes of Bliss (In an Otherwise Meaningless World), Paper Tigers en Love For The Streets. Tevens is dit lied de intro van RTL Autowereld. Ze hebben de Zweedse Grammy Awards gewonnen voor het beste album en de beste opkomende artiest.
Op de Zweedse website is aangekondigd dat de band in de herfst van 2007 met een nieuw album naar buiten zouden komen en dat enkele van de bandleden aan het werken zijn aan een bijproject, Big Bird genaamd.

## Stijl
De band gebruikt verscheidene technieken in alle songs: zwaar vervormde stemmen, gitaren en, waar bruikbaar, een elektrisch orgel. Hierdoor krijgen de songs een "old-school" gevoel mee, hetgeen in sterk contrast staat met hun sterke basslines.

## Bandleden
- Joakim Åhlund - gitaar, zang
- César Vidal - gitaar, zang
- David Lindquist - basgitaar
- Jens Örjenheim - drums (1998-2000)
- Nino Keller - drums (2000-heden)

## Discografie

### Albums
- Rock De Puta Mierda (Dolores), uitgegeven in 1996
- Youth Is Wasted On The Young (onder de naam Twelve Caesars), uitgegeven op 8 december 1998
- Cherry Kicks (onder de naam Caesars Palace), uitgegeven in 2000 (goud in Zweden)
- Love For The Streets (onder de naam Caesars Palace), uitgegeven in 2002 (goud in Zweden)
- 39 Minutes of Bliss (In an Otherwise Meaningless World), uitgegeven op 22 april 2003
- Paper Tigers, uitgegeven op 26 april 2005
- Strawberry Weed, uitgegeven op 5 maart 2008

### Singles
- 1998 - Sort It Out
- 1998 - Kick You Out
- 2000 - Fun 'n' Games
- 2000 - From the Bughouse
- 2000 - Crackin' Up
- 2002 - Jerk It Out
- 2002 - Over 'fore It Started
- 2002 - Candy Kane
- 2002 - Get off my cloud (Rolling Stones cover)
- 2005 - We Got to Leave
- 2005 - Paper Tigers
- 2005 - It's Not the Fall That Hurts
- 2008 - Boo Boo Goo Goo